# Ready or Not (Bridgit Mendler)
Ready or not is een nummer en single van de Amerikaanse zangeres en actrice Bridgit Mendler. Het refrein van het nummer is gebaseerd op het gelijknamige nummer van de Fugees.

## Video
Op 10 augustus 2012 werd de officiële video van Bridgit's single Ready or not onthuld. In de clip zie je ook nog de bassist van de band KISS Gene Simmons

## Tracklist
| Soort geluidsdrager | Uitgebracht | Tracks       | Duur |
| ------------------- | ----------- | ------------ | ---- |
| Download            | 14-01-2013  | Ready or not | 3:20 |

## Hitnoteringen
| Hitlijst            | Datum van binnenkomst | Hoogste positie | Aantal weken | Laatste notering |
| ------------------- | --------------------- | --------------- | ------------ | ---------------- |
| Single Top 100      | 13-04-2013            | 57              | 11           | 06-07-2013       |
| Nederlandse Top 40  | 18-05-2013            | 34              | 3            | 01-06-2013       |
| Waalse Ultratop 50  | 13-04-2013            | 50              | 1            | 13-04-2013       |
| Deense Top 40       | 15-03-2013            | 36              | 4            | 31-05-2013       |
| Franse Top 200      | 16-03-2013            | 49              | 16           | 13-07-2013       |
| Oostenrijkse Top 75 | 26-04-2013            | 25              | 7            | 07-06-2013       |
| UK Singles Chart    | 16-03-2013            | 7               | 17           | 06-07-2013       |

### Nederlandse Top 40
| Hitnotering: 18-05-2013 t/m 01-06-0213 | Hitnotering: 18-05-2013 t/m 01-06-0213 | Hitnotering: 18-05-2013 t/m 01-06-0213 | Hitnotering: 18-05-2013 t/m 01-06-0213 | Hitnotering: 18-05-2013 t/m 01-06-0213 |
| Week:                                  | 1                                      | 2                                      | 3                                      |                                        |
| -------------------------------------- | -------------------------------------- | -------------------------------------- | -------------------------------------- | -------------------------------------- |
| Positie:                               | 39                                     | 34                                     | 35                                     | uit                                    |

### NederlandseSingle Top 100
| Hitnotering: 13-04-2013 t/m 01-06-2013 Hitnotering: (Week 9 t/m) 22-06-2013 t/m 06-07-2013 | Hitnotering: 13-04-2013 t/m 01-06-2013 Hitnotering: (Week 9 t/m) 22-06-2013 t/m 06-07-2013 | Hitnotering: 13-04-2013 t/m 01-06-2013 Hitnotering: (Week 9 t/m) 22-06-2013 t/m 06-07-2013 | Hitnotering: 13-04-2013 t/m 01-06-2013 Hitnotering: (Week 9 t/m) 22-06-2013 t/m 06-07-2013 | Hitnotering: 13-04-2013 t/m 01-06-2013 Hitnotering: (Week 9 t/m) 22-06-2013 t/m 06-07-2013 | Hitnotering: 13-04-2013 t/m 01-06-2013 Hitnotering: (Week 9 t/m) 22-06-2013 t/m 06-07-2013 | Hitnotering: 13-04-2013 t/m 01-06-2013 Hitnotering: (Week 9 t/m) 22-06-2013 t/m 06-07-2013 | Hitnotering: 13-04-2013 t/m 01-06-2013 Hitnotering: (Week 9 t/m) 22-06-2013 t/m 06-07-2013 | Hitnotering: 13-04-2013 t/m 01-06-2013 Hitnotering: (Week 9 t/m) 22-06-2013 t/m 06-07-2013 | Hitnotering: 13-04-2013 t/m 01-06-2013 Hitnotering: (Week 9 t/m) 22-06-2013 t/m 06-07-2013 | Hitnotering: 13-04-2013 t/m 01-06-2013 Hitnotering: (Week 9 t/m) 22-06-2013 t/m 06-07-2013 | Hitnotering: 13-04-2013 t/m 01-06-2013 Hitnotering: (Week 9 t/m) 22-06-2013 t/m 06-07-2013 | Hitnotering: 13-04-2013 t/m 01-06-2013 Hitnotering: (Week 9 t/m) 22-06-2013 t/m 06-07-2013 | Hitnotering: 13-04-2013 t/m 01-06-2013 Hitnotering: (Week 9 t/m) 22-06-2013 t/m 06-07-2013 | Hitnotering: 13-04-2013 t/m 01-06-2013 Hitnotering: (Week 9 t/m) 22-06-2013 t/m 06-07-2013 | Hitnotering: 13-04-2013 t/m 01-06-2013 Hitnotering: (Week 9 t/m) 22-06-2013 t/m 06-07-2013 | Hitnotering: 13-04-2013 t/m 01-06-2013 Hitnotering: (Week 9 t/m) 22-06-2013 t/m 06-07-2013 | Hitnotering: 13-04-2013 t/m 01-06-2013 Hitnotering: (Week 9 t/m) 22-06-2013 t/m 06-07-2013 | Hitnotering: 13-04-2013 t/m 01-06-2013 Hitnotering: (Week 9 t/m) 22-06-2013 t/m 06-07-2013 | Hitnotering: 13-04-2013 t/m 01-06-2013 Hitnotering: (Week 9 t/m) 22-06-2013 t/m 06-07-2013 | Hitnotering: 13-04-2013 t/m 01-06-2013 Hitnotering: (Week 9 t/m) 22-06-2013 t/m 06-07-2013 | Hitnotering: 13-04-2013 t/m 01-06-2013 Hitnotering: (Week 9 t/m) 22-06-2013 t/m 06-07-2013 |
| Week:                                                                                      | 1                                                                                          | 2                                                                                          | 3                                                                                          | 4                                                                                          | 5                                                                                          | 6                                                                                          | 7                                                                                          | 8                                                                                          |                                                                                            | 9                                                                                          | 10                                                                                         | 11                                                                                         |                                                                                            |                                                                                            |                                                                                            |                                                                                            |                                                                                            |                                                                                            |                                                                                            |                                                                                            |                                                                                            |
| ------------------------------------------------------------------------------------------ | ------------------------------------------------------------------------------------------ | ------------------------------------------------------------------------------------------ | ------------------------------------------------------------------------------------------ | ------------------------------------------------------------------------------------------ | ------------------------------------------------------------------------------------------ | ------------------------------------------------------------------------------------------ | ------------------------------------------------------------------------------------------ | ------------------------------------------------------------------------------------------ | ------------------------------------------------------------------------------------------ | ------------------------------------------------------------------------------------------ | ------------------------------------------------------------------------------------------ | ------------------------------------------------------------------------------------------ | ------------------------------------------------------------------------------------------ | ------------------------------------------------------------------------------------------ | ------------------------------------------------------------------------------------------ | ------------------------------------------------------------------------------------------ | ------------------------------------------------------------------------------------------ | ------------------------------------------------------------------------------------------ | ------------------------------------------------------------------------------------------ | ------------------------------------------------------------------------------------------ | ------------------------------------------------------------------------------------------ |
| Positie:                                                                                   | 97                                                                                         | 80                                                                                         | 86                                                                                         | 79                                                                                         | 57                                                                                         | 75                                                                                         | 77                                                                                         | 83                                                                                         | uit                                                                                        | 93                                                                                         | 100                                                                                        | 81                                                                                         | uit                                                                                        |                                                                                            |                                                                                            |                                                                                            |                                                                                            |                                                                                            |                                                                                            |                                                                                            |                                                                                            |